# Avulavirus
Avulavirus es un género  de las  7 subfamilias incluidos en la familia Paramyxoviridae. Son virus ARN monocatenario que causan enfermedad en aves.

## Especies

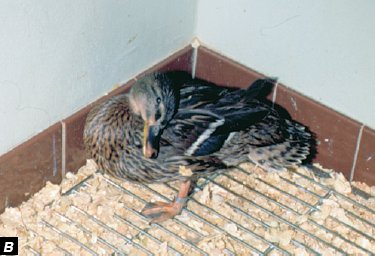
Tortícolis en un ánade azulón con enfermedad de Newcastle.

Incluye el virus de la enfermedad de Newcastle y Avian paramyxovirus tipos 2 a 12.
- La enfermedad de Newcastle afecta a aves domésticas, sobre todo gallinas, palomas y patos, pero también a aves silvestres, entre ellas lechuzas y rapaces. Puede evolucionar de forma rápida con sepsis y muerte en pocos días, o cursar con evolución más lenta y provocar encefalomielitis que causa en las áves parálisis, dificultad para comer, temblores e imposibilidad para guardar el equilibrio.